# هيلموت لينك
هيلموت لينك هو سياسي ألماني، ولد في 6 فبراير 1927 في فرانكفورت في ألمانيا، وتوفي في 26 فبراير 2009. نشط حزبياً في الاتحاد الديمقراطي المسيحي. وقد انتخب عضو في البوندستاغ الألماني خلال فترته النيابية ‏ (20 أكتوبر 1969 – 22 سبتمبر 1972).